# Konföderation von Targowica

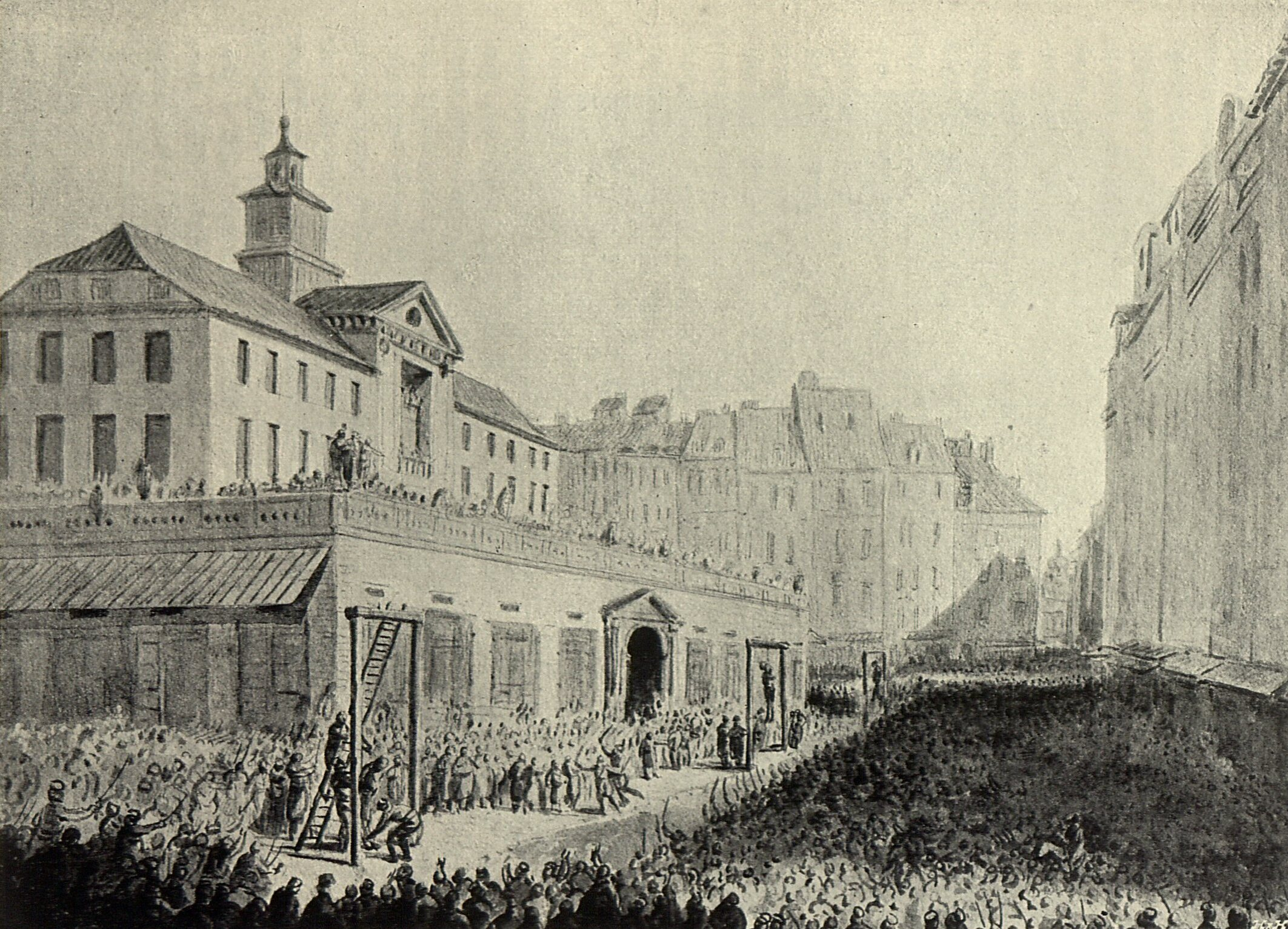
Hinrichtung der "Verräter von Targowica", Warschau 1794

Die Konföderation von Targowica ist eine am 27. April 1792 in Sankt Petersburg von einem Teil der polnischen Magnaten unter dem Patronat der Kaiserin Katharina II. abgeschlossene und zwei Tage später in Targowica verkündete Konföderation.
Diese Konföderation unter maßgeblicher Beteiligung von Stanisław Szczęsny Potocki hatte das Ziel, die seit den 1770er Jahren eingeleiteten Reformen in Polen, insbesondere die Verfassung vom 3. Mai 1791, rückgängig zu machen und dabei Russland um Hilfe zu bitten, das sich davon versprach, seinen Einfluss auf Polen wieder zu verstärken. Dies wurde von vielen Polen seinerzeit als schlimmer Verrat aufgefasst und gilt noch heute als ein besonders dunkles Kapitel in der Geschichte Polens. Nicht zuletzt die Proteste dagegen im ganzen Land führten letztlich zur Zweiten Teilung Polens im Jahre 1793.